# Leucania canaraica
Leucania canaraica är en fjärilsart som beskrevs av Moore 1881. Leucania canaraica ingår i släktet Leucania och familjen nattflyn. Inga underarter finns listade i Catalogue of Life.